# Badminton vid panamerikanska spelen 2011
Badminton vid panamerikanska spelen 2011 spelades i Guadalajara, Mexiko under perioden 15–20 oktober 2011.
Kanada blev det land med flest guldmedaljer, och tillsammans med USA blev de två nationerna som vann flest antal medaljer.

## Medaljsammanfattning

### Medaljsummering
| Pl.    | Nation    | Guld | Guld | Guld | Guld | Silver | Silver | Silver | Silver | Brons | Brons | Brons | Brons | Totalt | Totalt | Totalt | Totalt |
| Pl.    | Nation    | H    | D    | M    | T    | H      | D      | M      | T      | H     | D     | M     | T     | H      | D      | M      | T      |
| ------ | --------- | ---- | ---- | ---- | ---- | ------ | ------ | ------ | ------ | ----- | ----- | ----- | ----- | ------ | ------ | ------ | ------ |
| 1      | Kanada    |      | 2    | 1    | 3    |        | 1      |        | 1      | 1     | 1     |       | 2     | 1      | 4      | 1      | 6      |
| 2      | USA       | 1    |      |      | 1    | 1      | 1      | 1      | 3      |       | 1     | 1     | 2     | 2      | 2      | 2      | 6      |
| 3      | Guatemala | 1    |      |      | 1    |        |        |        |        |       |       |       |       | 1      |        |        | 1      |
| 4      | Kuba      |      |      |      |      | 1      |        |        | 1      |       |       |       |       | 1      |        |        | 1      |
| 5      | Mexiko    |      |      |      |      |        |        |        |        | 1     | 1     |       | 2     | 1      | 1      |        | 2      |
| 5      | Peru      |      |      |      |      |        |        |        |        |       | 1     | 1     | 2     |        | 1      | 1      | 2      |
| 7      | Brasilien |      |      |      |      |        |        |        |        | 1     |       |       | 1     | 1      |        |        | 1      |
| 7      | Jamaica   |      |      |      |      |        |        |        |        | 1     |       |       | 1     | 1      |        |        | 1      |
| Totalt | Totalt    | 2    | 2    | 1    | 5    | 2      | 2      | 1      | 5      | 4     | 4     | 2     | 10    | 8      | 8      | 4      | 20     |

### Damernas tävling
| Gren      | Guld                                      | Silver                            | Brons                               | Brons                               |
| Damsingel | Michelle Li (CAN)                         | Joycelyn Ko (CAN)                 | Victoria Montero (MEX)              | Claudia Rivero (PER)                |
| Damdubbel | Alexandra Bruce (CAN) · Michelle Li (CAN) | Rena Wang (USA) · Iris Wang (USA) | Grace Gao (CAN) · Joycelyn Ko (CAN) | Eva Lee (USA) · Paula Obanana (USA) |

### Herrarnas tävling
| Gren       | Guld                                   | Silver                                     | Brons                                 | Brons                               |
| Herrsingel | Kevin Cordón (GUA)                     | Osleni Guerrero (CUB)                      | Charles Pyne (JAM)                    | Daniel Paiola (BRA)                 |
| Herrdubbel | Tony Gunawan (USA) · Howard Bach (USA) | Halim Ho (USA) · Sattawat Pongnairat (USA) | Lopez Andres (MEX) · Lino Munoz (MEX) | Adrian Liu (CAN) · Derrick Ng (CAN) |

### Mixat lag
| Gren      | Guld                            | Silver                         | Brons                                        | Brons                                   |
| Mixdubbel | Grace Gao (CAN) · Toby Ng (CAN) | Eva Lee (USA) · Halim Ho (USA) | Claudia Rivero (PER) · Rodrigo Pacheco (PER) | Paula Obanana (USA) · Howard Bach (USA) |